# Богачук, Лидия Дмитриевна
Лидия Дмитриевна Богачук — советский хозяйственный и государственный деятель, лауреат Государственной премии СССР за выдающиеся достижения в труде.

## Биография
Родилась в 1941 году в Кишинёве. Член КПСС с 1967 года.
В 1962—1983 — круповейщица, в 1983—1991 — сменный мастер Кишинёвского комбината хлебопродуктов Министерства пищевой промышленности Молдавской ССР.
Среди первых на комбинате перешла на щёкинский метод работы, выступила с инициативой «Работать два дня в году на сэкономленных сырье и электроэнергии». Богачук в совершенстве освоила четыре смежные профессии, в одиночку обслуживала 12 ситовидных машин.
За получение высоких и устойчивых урожаев зерновых культур на основе эффективного использования достижений науки, передовой практики и новых форм организации труда была в составе коллектива удостоена Государственной премии СССР за выдающиеся достижения в труде 1981 года.
Живёт в Кишинёве.

## Награды
- Орден Трудовой Славы II степени (1986)
- Орден Трудовой Славы III степени (1978)